# Chunox
Chunox is een dorp in het district Corozal, in Belize. Het ligt op de oostelijke oever van de Laguna Seca richting het zuidelijk einde van de lagune. In het jaar 2000 telde het dorp 1058 inwoners, in 2010 waren dat er 1375.
Chunox is vooral een landbouwnederzetting omgeven door suikerrietvelden, aan de overkant van de lagune op de westoever is er het vissersdorp Copper Bank gelegen.
De officiële taal van Belize is Engels, maar de meeste inwoners van Chunox hebben Spaans als moedertaal omdat ze van de Maya of Mestizo afstammen. Er zijn enkele heuveltjes in Chunox waar Maya hebben gewoond, deze lijken uit de klassieke periode te dateren.
Ongeveer 1,5 km ten oosten van het dorp bevindt zich de St. Viator Vocational High School, een rooms-katholieke school voor het voortgezet onderwijs.